# 屯田みずほ通り

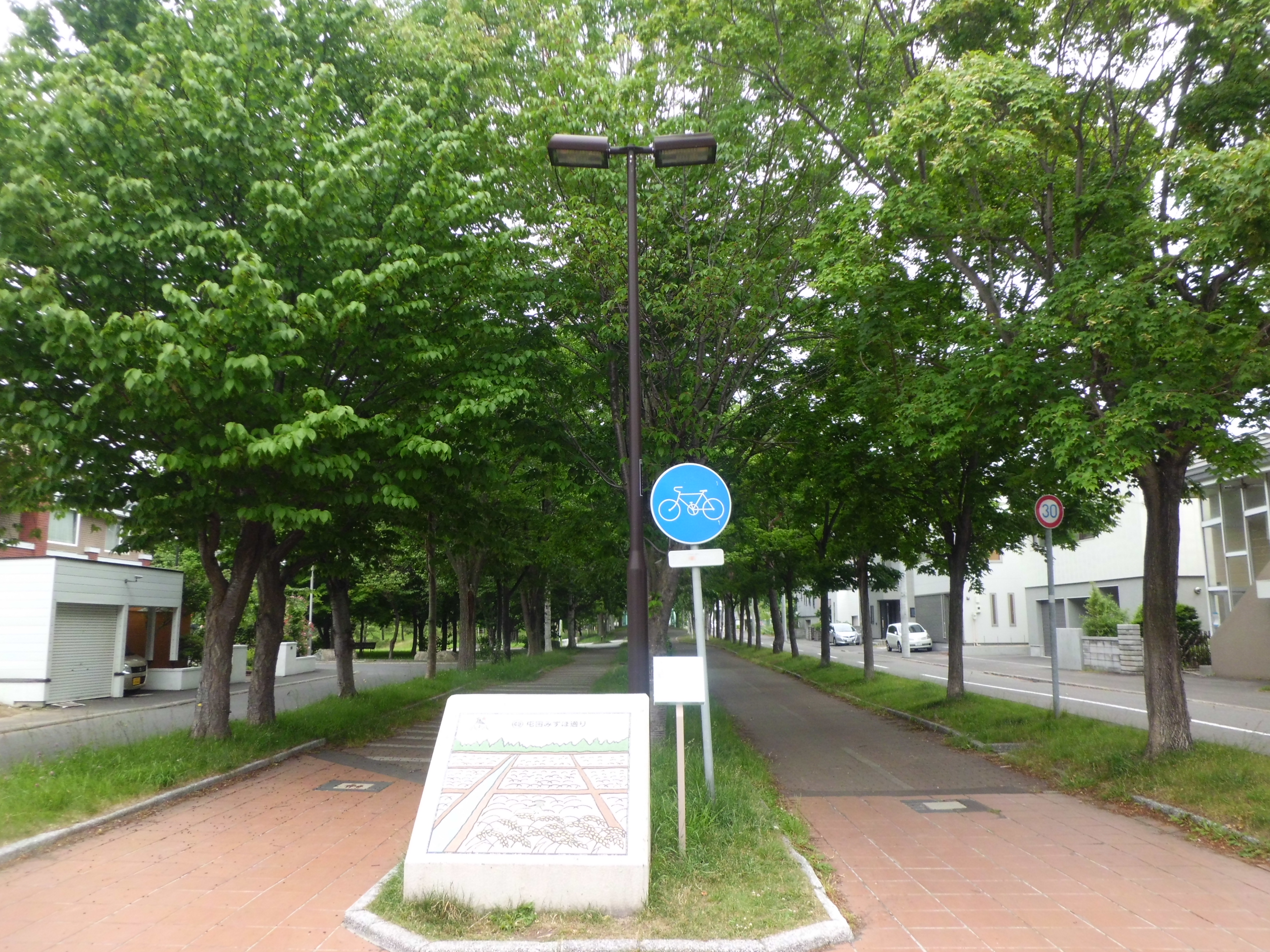
2015年6月

屯田みずほ通り（とんでんみずほどおり）は北海道札幌市北区屯田5条1丁目から12丁目にかけて延びる歩行者・自転車道で、屯田緑道とも呼ばれる。
「みずほ」の名が示すように周辺はかつて水田地帯であり、東の創成川と西の安春川を結ぶ灌漑溝が地域の稲作を支えていた。宅地化の進行とともに役目を終えたその水路の跡地が、1986年（昭和61年）に緑地化されたものである。
ナナカマドやイチョウの並木の間を走る道には、中央分離帯も設けられている。沿道には屯田郷土資料館のほか、屯田みずほ東公園や屯田みずほ西公園がある。
北区歴史と文化の八十八選のうち、「森と歴史の道」に属するNo.48に選定されている。